# Ruuttilammi (Nedertorneå socken, Norrbotten, 733882-186269)
Ruuttilammi är en sjö i Haparanda kommun i Norrbotten och ingår i Keräsjokis huvudavrinningsområde.